# バーゼルの和約 (1499年)
バーゼルの和約（バーゼルのわやく）は、ドルナッハの戦い後の1499年9月22日に結ばれた休戦協定であり、シュヴァーベン同盟と原初同盟間で行なわれたシュヴァーベン戦争を終結させた。
この条約により、戦争前の原状の領土が回復された。十裁判区同盟の10つの加盟区のうち8つの区は名目上ハプスブルク家に服属することが確認されたが、同盟への加盟と原初同盟との同盟は維持されることになった。
これまで帝国からコンスタンツ市に貸し出されていたトゥールガウ州の管轄権は、原初同盟に移されることになった。また、スイスの邦人に対する帝国アハト刑とすべての禁輸措置が廃止された。
19世紀のスイス史学では、この条約は、原初同盟の神聖ローマ帝国からの「事実上の」独立に向けた重要な一歩であるとされた。この条約は、ヴィルヘルム・オクスリ（1890年）の言葉によれば、「ドイツがスイスの独立を認めた」ことを表す。しかしこの見解は、20世紀の文献で当時の盟主たちが神聖ローマ帝国と距離を置こうとした形跡がないため、成り立たないとされるようになった。しかし、この条約によって原初同盟は帝国内の政体として大幅に強化された。その直接的な結果に、中世末期の8州から近世初期の13州への拡大（1481年-1513年）の一環として、1501年にバーゼル州とシャフハウゼン州が加盟したことがらあげられる。